# Athlete Swinging a Pick
Athlete Swinging a Pick é um filme mudo estadunidense de 1881, dirigido por Eadweard Muybridge.
Nesta breve sequência fotográfica, o próprio Muybridge posa nu e balança uma picareta de mineiro, em 18 fotografias diferentes.
Não se trata de um filme como entendemos hoje, mas de uma sequência de fotografias dispostas de forma a criar a impressão de movimento.